# Kino-pravda
Kino-pravda ("cinema-veritat" en rus) va ser un moviment teòric del cinema soviètic de la dècada de 1920, així com una serie de pel·lícules tòpiques amb el mateix nom. Està molt relacionat amb la filmografía de Dziga Vértov, Elisabeth Svilova i Mikhail Kaufman.

## Sorgiment del moviment
Aquest moviment està molt lligat al cinema ull, dirigit per els Kinoks. El Kino-pravda cercava una representació objectiva de la realitat i permetre revelar de forma més profunda gràcies a les possibilitats del cinema: superposicions, accelerades, alentides, etc. Així, es tracta de restaurar la realitat de forma més completa, revelant parts inaccessibles a l'ull humà.
El moviment va sorgir a la dècada de 1920, i es va dur a terme per Vértov a través d'experiments filmant persones amb càmeres ocultes. Els resultats d'aquests experiments van ser teoritzats en un article de Vértov a la revista avantguarda LEF:
"Una pel·lícula dedicada al aniversari de la Revolució d'Octubre va ser el punt de partida de la meva nova activitat a Kino-Pravda". Aquest és el camí per a què la vida penetri en l'objectiu que depèn de la qualitat tècnica, el valor social i històric del material i la qualitat de qualsevol pel·lícula."

## Posteritat
Jean Rouch, en homenatge a Vértov, va anomenar cinéma vérité el que posteriorment s'anomenaria cinema directe a la dècada de 1960. A finals de la dècada, Jean-Luc Godard va fundar el Grup Dziga Vértov i va participar en la filmació de pel·lícules com Pravda o Númeéro deux.

## Pel·lícules tòpiques
Kino-Pravda va ser una sèrie de 23 noticiaris de Vértov, Svilova i Kauffman llançades al any 1922. Es considera el primer treball on es poden observar els seus futurs mètodes cinematogràfics. Aquesta serie també va servir per promoure el concepte de cinema-veritat, capaç de capturar fragments d'actualitat que, junts, mostraven una veritat més profunda que no es veia amb l'ull humà. Així, la sèrie es va centrar en experiències quotidianes, deixant a un costat las experiències burgeses, i en filmar llocs públics com mercats, bars i escoles amb càmeres ocultes sense necessitat de demanar permís.
La cinematografia de la sèrie és senzilla i poc elaborada, i es va produir en un període de tres anys. Cada número té una durada de aproximadament vint minuts. Les històries solien ser descriptives, no narratives i amb vinyetes. També estan presents algunes tendències propagandístiques.